# Fernando Manzaneque
Fernando Manzaneque Sánchez (Campo de Criptana, 4 februari 1934 – Alcázar de San Juan, 5 juni 2004) was een Spaans wielrenner. Hij was beroepsrenner van 1956 tot en met 1968. Hij nam acht keer deel aan de Ronde van Frankrijk en elf keer aan de Ronde van Spanje. Manzaneque was een goede klimmer.

## Belangrijkste overwinningen
1955
- 9e etappe Ruta del Sol

1957
- 7e etappe Ronde van Asturië
- 3e etappe Ronde van Marokko
- 5e etappe Ronde van Marokko

1959
- 6e etappe Ruta del Sol
- 17e etappe Ronde van Spanje

1960
- 5e etappe Ruta del Sol
- 7e etappe Ruta del Sol
- Eindklassement Ronde van Valencia
- 18e etappe Ronde van Frankrijk

1961
- 6e etappe Dauphiné Libéré
- Bergklassement Critérium du Dauphiné Libéré

1962
- Eindklassement Ronde van Valencia

1963
- 16e etappe Ronde van Frankrijk
- Midi Libre

1965
- 5e etappe Ronde van Spanje

1967
- 16e etappe Ronde van Frankrijk

## Resultaten in voornaamste wedstrijden
| Jaar | Ronde van Italië | Ronde van Frankrijk | Ronde van Spanje |
| ---- | ---------------- | ------------------- | ---------------- |
| 1955 |                  |                     | 57e              |
| 1957 |                  |                     | opgave           |
| 1958 |                  | 20e                 | ↑                |
| 1959 |                  | 14e                 | 25e (1)          |
| 1960 |                  | 11e (1)             | 6e               |
| 1961 |                  | 6e                  | 7e               |
| 1962 |                  |                     | 8e               |
| 1963 |                  | 12e (1)             | 13e              |
| 1964 |                  | 12e                 | 6e               |
| 1965 |                  | 28e                 | 4e (1)           |
| 1967 |                  | 10e (1)             | 18e              |
| 1968 |                  |                     | 21e              |

| Jaar | Milaan-San Remo | Ronde van Lombardije |  | WK op de weg |
| ---- | --------------- | -------------------- |  | ------------ |
| 1955 |                 |                      |  |              |
| 1957 |                 |                      |  |              |
| 1958 |                 | 84e                  |  |              |
| 1959 |                 |                      |  |              |
| 1960 | 77e             |                      |  | 23e          |
| 1961 |                 |                      |  |              |
| 1962 |                 |                      |  |              |
| 1963 |                 |                      |  |              |
| 1964 | 102e            |                      |  | 8e           |
| 1965 | 41e             |                      |  | 17e          |
| 1967 |                 |                      |  |              |
| 1968 |                 |                      |  |              |